# Gregory Harrison
Gregory Neale Harrison (n. 31 mai 1950, Avalon⁠(d), California, SUA)  este un actor american. Este cunoscut pentru rolurile lui Chandler din filmul Regii surfului⁠(d) (1987), Dr. George Alonzo „Gonzo” Gates, asistentul chirurgului Trapper John McIntyre, în serialul CBS Trapper John, M.D.⁠(d) (1979-1986) și magnatul Michael Sharpe în serialul Falcon Crest⁠(d) (1989-1990). Începând din 2015, a interpretat rolul lui Joe O'Toole în filmele inspirate de serialul Misterele scrisorilor pierdute⁠(d).

## Cariera
Harrison s-a născut în Avalon, California⁠(d) în 1950, al doilea fiu al lui Ed Harrison, căpitan de navă și poet, și al Donnei Lee Nagely, o dansatoare aspirantă. Părinții săi au divorțat în cele din urmă. Acesta are o soră mai mare, Kathleen (născută în 1948) și un frate mai mic, Christopher (născut în 1961). S-a înrolat în armata Statelor Unite și a fost medic militar în timpul războiului din Vietnam.
A fost personajul principal din serialul science-fiction Logan's Run⁠(d) (1977-78), iar apoi l-a jucat pe Levi Zendt în miniseria NBC Centennial⁠(d) (1978).
A apărut într-un episod din M*A*S*H înainte de a intra în atenția publicului cinefil în 1979, odată cu rolul chirurgului Dr. George „Gonzo” Gates în Trapper John, MD. Drama medicală a fost inspirată de M*A*S*H. Harrison l-a interpretat pe Gonzo în Trapper John până la mijlocul celui de-al șaptelea sezon al serialului.
Rolul următor a fost cel al stripperului John Phillips în filmul de televiziue din 1981 For Ladies Only. A parodiat rolul în miniseria Fresno⁠(d), serial care a parodiat la rândul său Falcon Crest, unde Harrison a fost personaj principal cu trei ani în urmă în sezonul final (1989-90). După încheierea producției, studioul Lorimar Television⁠(d) i-a oferit lui Harrison un rol în viitorul sitcom The Family Man⁠(d).
Mai târziu, s-a alăturat distribuției serialului NBC Surorile⁠(d) pentru sezonul 1994–95, interpretându-l pe Daniel Albright. În 1996, a jucat alături de Eric Roberts în filmul E petrecerea mea⁠(d), un film care prezintă povestea adevărată a unui bărbat diagnosticat cu SIDA și aflat stadiu terminal, care planifică o petrecere pentru a-și lua rămas bun de la prieteni și familie.
L-a interpretat pe Billy Flynn în piesa Chicago⁠(d) și a avut rolul principal în fiecare film al trilogiei Dădaca⁠(d). În 2011, a avut un rol episodic în serialul Autopsia crimei⁠(d). Recent, apărut în General Hospital.

## Viața personală
Harrison este căsătorit din 1980 cu actrița Randi Oakes⁠(d). Cuplul are patru copii, trei fete și un băiat. A locuit în Gold Beach⁠(d), Oregon timp de 15 ani, iar din 2007 locuiește în Eugene, Oregon.
Harrison a devenit dependent de cocaină în anii 1980 și a reușit să scape de dependența cu ajutorul Centrului Betty Ford⁠(d).

## Filmografie
| Filme                | Filme                                            | Filme                           | Filme                                      |
| An                   | Titlu                                            | Rol                             | Note                                       |
| -------------------- | ------------------------------------------------ | ------------------------------- | ------------------------------------------ |
| 1973                 | The Harrad Experiment                            | Student                         | Debut regizoral                            |
| 1976                 | Jim the World's Greatest                         | Jim Nolan                       |                                            |
| 1977                 | Fraternity Row                                   | Zac Sterling                    |                                            |
| 1984                 | Razorback                                        | Carl Winters                    |                                            |
| 1987                 | North Shore                                      | Chandler                        |                                            |
| 1992                 | Body Chemistry II: The Voice of a Stranger       | Dan                             |                                            |
| 1993                 | Cadillac Girls                                   | Sam                             |                                            |
| 1994                 | Tis a Gift to Be Simple                          | Daniel Hanover                  | Scurtmetraj                                |
| 1995                 | Hard Evidence                                    | Trent Turner                    |                                            |
| 1996                 | It's My Party                                    | Brandon Theis                   |                                            |
| 1998                 | Air Bud: Golden Receiver                         | Dr. Patrick Sullivan            | Titlu alternativ: Air Bud 2                |
| 2000                 | Canone Inverso - Making Love                     | Jeno Piccolo                    | Titlu alternativ: The Inverse Canon        |
| 2009                 | Love N' Dancing                                  | Uncle Carl                      |                                            |
| 2009                 | Give 'Em Hell, Malone                            | Whitmore                        |                                            |
| 2014                 | The M Word                                       | Mack Riley                      |                                            |
| 2016                 | Fair Haven                                       | Dr. Gallagher                   |                                            |
| 2020                 | The Vanished                                     | Dr. Bradley                     | Titlu alternativ: Hour of Lead             |
| Filme de televiziune |                                                  |                                 |                                            |
| An                   | Titlu                                            | Rol                             | Note                                       |
| 1975                 | Trilogy of Terror                                | Arthur Moore                    | Segmentul: "Julie"                         |
| 1977                 | The Gathering                                    | Bud Jr.                         |                                            |
| 1979                 | The Best Place to Be                             | Rick Jawlosky                   |                                            |
| 1980                 | The Women's Room                                 | Ben Volper                      |                                            |
| 1980                 | Enola Gay: The Men, the Mission, the Atomic Bomb | Captain Bob Lewis               |                                            |
| 1981                 | For Ladies Only                                  | John Phillips                   |                                            |
| 1983                 | The Fighter                                      | Merle Banks                     |                                            |
| 1983                 | The Hasty Heart                                  | Sgt. Lachlen McLachlen          |                                            |
| 1985                 | Seduced                                          | Mike Riordan                    |                                            |
| 1986                 | Oceans of Fire                                   | Ben Laforche                    |                                            |
| 1986                 | Picnic                                           | Hal Carter                      |                                            |
| 1988                 | Hot Paint                                        | Willie                          |                                            |
| 1988                 | Red River                                        | Cherry Valance                  |                                            |
| 1990                 | Dangerous Pursuit                                | Political Assassin              |                                            |
| 1990                 | Angel of Death                                   | Gary Nicholson                  |                                            |
| 1991                 | Bare Essentials                                  | William "Bill" Buzell           |                                            |
| 1992                 | Breaking the Silence                             | Paul Danner                     |                                            |
| 1992                 | Duplicates                                       | Bob Boxletter                   |                                            |
| 1992                 | Split Images                                     | Robbie Daniels                  |                                            |
| 1993                 | Caught in the Act                                | Scott McNally                   |                                            |
| 1993                 | A Family Torn Apart                              | Tom Kelley                      | Titlu alternativ: Sudden Fury              |
| 1994                 | Lies of the Heart: The Story of Laurie Kellogg   | Bruce Kellogg                   |                                            |
| 1994                 | Mortal Fear                                      | Philip Montgomery               |                                            |
| 1994                 | A Christmas Romance                              | Brian Harding                   |                                            |
| 1995                 | A Dangerous Affair                               | Robert Kenzer                   |                                            |
| 1995                 | Nothing Lasts Forever                            | Dr. Benjamin "Ben" Wallace      |                                            |
| 1996                 | Summer of Fear                                   | Lucas Marshall                  |                                            |
| 1997                 | When Secrets Kill                                | Greg Newhall                    |                                            |
| 1998                 | Running Wild                                     | Matt Robinson                   |                                            |
| 1998                 | Murder at 75 Birch                               | Rick Todson                     |                                            |
| 1999                 | First Daughter                                   | President Jonathan Hayes        |                                            |
| 1999                 | Au Pair                                          | Oliver Caldwell                 |                                            |
| 2000                 | First Target                                     | President Jonathan Hayes        |                                            |
| 2001                 | Au Pair II                                       | Oliver Caldwell                 |                                            |
| 2002                 | First Shot                                       | President Jonathan Hayes        |                                            |
| 2002                 | St. Sass                                         | Adam Patrick                    |                                            |
| 2009                 | Au Pair 3: Adventure in Paradise                 | Oliver Caldwell                 |                                            |
| 2012                 | Undercover Bridesmaid                            | Mr. Thompson                    |                                            |
| 2013                 | After All These Years                            | David Larabee                   |                                            |
| 2014                 | The Nine Lives of Christmas                      | Chief Sam                       |                                            |
| 2015                 | Cloudy with a Chance of Love                     | Grant                           |                                            |
| 2015                 | Signed, Sealed, Delivered: Truth Be Told         | Joe O'Toole                     |                                            |
| 2016                 | Signed, Sealed, Delivered: One in a Million      | Joe O'Toole                     |                                            |
| 2016                 | Signed, Sealed, Delivered: Lost Without You      | Joe O'Toole                     |                                            |
| 2016                 | My Christmas Love                                | Tom Manning                     |                                            |
| 2017                 | Signed, Sealed, Delivered: Higher Ground         | Joe O'Toole                     |                                            |
| 2017                 | Signed, Sealed, Delivered: Home Again            | Joe O'Toole                     |                                            |
| 2018                 | Signed, Sealed, Delivered: To the Altar          | Joe O'Toole                     |                                            |
| 2019                 | Love, Fall & Order                               | Hank Hart                       |                                            |
| 2021                 | Sweet Carolina                                   | Pete Wilder                     |                                            |
| Seriale              |                                                  |                                 |                                            |
| An                   | Titlu                                            | Rol                             | Notes                                      |
| 1976                 | Barnaby Jones                                    | Ritchie Ridder                  | Episodul: "Blood Vengeance"                |
| 1976                 | M*A*S*H                                          | Lt. Tony Baker                  | Episodul: "The Nurses"                     |
| 1977–78              | Logan's Run                                      | Logan 5                         | Rol principal (14 episoade)                |
| 1978–79              | Centennial                                       | Levi Zendt                      | Miniserie                                  |
| 1979–86              | Trapper John, M.D.                               | Dr. George Alonzo "Gonzo" Gates | Rol principal (142 de episoade)            |
| 1986                 | Fresno                                           | Torch                           | Miniserie                                  |
| 1987                 | The Greatest Adventure: Stories from the Bible   | Joseph (voice)                  | Episodul: "The Nativity"                   |
| 1989–90              | Falcon Crest                                     | Michael Sharpe                  | Rol principal (22 de episoade)             |
| 1990–91              | The Family Man                                   | Jack Taylor                     | Rol principal (22 de episoade)             |
| 1995                 | 500 Nations                                      | Narrator (voice)                | 8 episoade                                 |
| 1995                 | Sisters                                          | Daniel Albright                 | Rol episodic (5 episoade)                  |
| 1995                 | Touched by an Angel                              | Pete Taylor                     | Episodul: "There But for the Grace of God" |
| 1995                 | New York News                                    | Jack Reilly                     | Rol principal (13 episoade)                |
| 1996–97              | Dark Skies                                       | Old John Loengard (voice)       | 20 de episoade (necreditat)                |
| 1998                 | Touched by an Angel                              | Richard                         | Episodul: "Flights of Angels"              |
| 1998                 | The Outer Limits                                 | Dr. Larry Chambers              | Episodul: "To Tell the Truth"              |
| 1998                 | Dead Man's Gun                                   | Boucher / Trapper               | Episodul: "The Trapper"                    |
| 1998                 | Maggie Winters                                   | Mr. Wiehe                       | Episodul: "And Those Who Can't"            |
| 1999                 | Safe Harbor                                      | Sheriff John Loring             | Rol principal (10 episoade)                |
| 2000                 | Ed                                               | Nick Stanton                    | Rol episodic (5 episoade)                  |
| 2000–01              | Judging Amy                                      | Tom Gillette                    | Rol episodic (4 episoade)                  |
| 2002                 | Touched by an Angel                              | Don                             | Episodul: "Forever Young"                  |
| 2002–03              | Strong Medicine                                  | Dr. Randolf Kilner              | Rol episodic (4 episoade)                  |
| 2003                 | Miracles                                         | Sheriff Ed Prescott             | Episodul: "The Bone Scatterer"             |
| 2005–06              | Reunion                                          | Russell Brewster                | Rol episodic (7 episoade)                  |
| 2005–06              | Joey                                             | Dean                            | Rol episodic (5 episoade)                  |
| 2006                 | Law & Order: Special Victims Unit                | Nathan Speer                    | Episodul: "Clock"                          |
| 2008                 | Rodney                                           | Duke Lewis                      | Episodul: "Potty Mouth"                    |
| 2009                 | Drop Dead Diva                                   | Brandon Tharpe                  | Episodul: "Crazy"                          |
| 2009                 | Maneater                                         | Teddy Alpert                    | Miniserie                                  |
| 2009–11              | One Tree Hill                                    | Paul Norris                     | Rol episodic (11 episoade)                 |
| 2010                 | CSI: NY                                          | Roland Carson                   | Episodul: "Out of the Sky"                 |
| 2011                 | Hot in Cleveland                                 | Dave                            | Episodul: "Elka's Snowbird"                |
| 2011                 | Body of Proof                                    | Dr. Cameron Fischer             | Episodul: "Gross Anatomy"                  |
| 2012                 | Outside the Box                                  | Thorn                           | Episodul: "Soylent Green"                  |
| 2012                 | Ringer                                           | Tim Arbogast                    | Rol episodic (5 episoade)                  |
| 2013                 | Psych                                            | Ted Lomax                       | Episodul: "Nip and Suck It"                |
| 2014                 | Reckless                                         | Decatur "Dec" Fortnum           | Rol principal (13 episoade)                |
| 2015                 | Castle                                           | Danny Valentine                 | Episodul: "Dead from New York"             |
| 2015                 | NCIS                                             | Navy Capt. Roland Ebbakey       | Episodul: "Viral"                          |
| 2015–16              | Rizzoli & Isles                                  | Ron Hanson                      | Rol episodic (6 episoade)                  |
| 2017–19              | Chesapeake Shores                                | Thomas O'Brien                  | Rol episodic (13 episoade)                 |
| 2017                 | The Middle                                       | Bennett Brooks                  | Episodul: "Meet the Parents"               |
| 2018–19              | American Housewife                               | Dan                             | 2 episoade                                 |
| 2020–21              | General Hospital                                 | Gregory Chase                   | 18 episoade                                |
| 2021                 | 9-1-1                                            | Phillip Buckley                 | 2 episoade                                 |